# August Lennmark
Erik August Lennmark (även Eric, även Lennmarck), född 3 februari 1814, död 18 februari 1886, var en svensk grosshandlare och amatörmusiker (cellist). Han var brorson till Anders Lennmark.
Lennmark var elev till Carl Torssell och styrelseledamot i Mazerska kvartettsällskapet från 1865. Han invaldes som ledamot nr 289 av Kungliga Musikaliska Akademien den 13 maj 1864.